# Ludwig Kugelmann
Ludwig Kugelmann (Osnabrück, 19 de febrero de 1828 - Hannover, 9 de enero de 1902) fue un médico alemán especializado en ginecología, amigo y confidente de Karl Marx y de Friedrich Engels. Mantuvo una extensa relación epistolar con Marx, la cual solo fue hecha pública después de su muerte. Fue miembro de la Asociación Internacional de los Trabajadores y también del Partido Socialdemócrata Alemán (SPD).

## Biografía
Probablemente nacido de familia pudiente, con el tiempo se hizo comerciante. Durante la revolución de 1848 tomó parte en el movimiento democrático como miembro del Club Popular Radical de Düsseldorf. Después de la revolución estuvo un tiempo en Francia y Suiza. De vuelta en Alemania, dejó el comercio y se dedicó a los estudios de medicina en Gotinga. Conoce entonces las obras de Marx, las cuales le causan profunda impresión, pues se encuadran perfectamente dentro de sus convicciones materialistas sobre las ciencias naturales y su fe en la victoria final del socialismo. En 1862 escribe una carta a Freiligrath en la que se interesa por la situación y progreso de los escritos económicos que Marx tuviera en proyecto, pidiéndole que le anime a que prosiga con ellos. Freiligrath transmite dicha carta a Marx, el cual responde a Kugelmann en diciembre de ese mismo año, iniciándose así entre ambos una copiosa correspondencia que no se interrumpirá hasta 1874. Aunque militó en el Partido Socialdemócrata Alemán, no tuvo un papel muy activo en el movimiento obrero alemán, aunque sí que se relacionó con destacados personajes del mismo como Karl Kautsky, a quien remitió el conjunto de cartas de Marx con el encargo de que las hiciera públicas después de su muerte.
La amistad iniciada con Marx por carta permitió que éste se alojara en casa de los Kugelmann durante la corrección de las galeradas de la primera edición de El capital.
Aparte de su amistad, prestó a Marx muchos servicios, principalmente en la difusión de su obra El capital, de la cual era un ferviente admirador. Su dedicación mereció los elogios tanto del mismo Marx como de su editor, como así le hace constar éste en una de las cartas, en las que Marx alaba la labor de difusión que Kugelmann hacía en los círculos intelectuales de Hannover.
Participó en la I Internacional (AIT) como delegado en el congreso de La Haya, en 1872, durante el cual se alineó junto a Marx en su enfrentamiento con los bakuninistas pero, al contrario que éste, consideró perniciosa la ruptura total con ellos. A partir de entonces la relación entre ellos se enfría, hasta que tras una estancia conjunta en el balneario de Carlsbad, se produce la ruptura definitiva de su amistad y el final de su correspondencia. "Mi paciencia se agotó finalmente cuando me obligó a soportar sus problemas familiares"
En la conferencia del SPD en Hannover en 1899, recibió la distinguida visita de los líderes del partido August Bebel, Karl Liebknecht, Paul Singer y Karl Kautsky. En 1902 su patrimonio pasó a los archivos del SPD.
Murió el 9 de enero de 1902. Su tumba se encuentr en el cementerio judío An der Strangriede de Hannover.

## Las Cartas a Kugelmann
El conjunto de 58 cartas entre Karl Marx y Ludwig Kugelmann que se conoce como las “Cartas a Kugelmann”, están fechadas entre 1862 y 1874, y contienen numerosas indicaciones biográficas, principalmente sobre las penosas condiciones económicas y de salud en las que Karl Marx escribió El Capital. Fueron publicadas por primera vez en 1902 por la revista alemana “Neue Zeit”, por mediación de Kautsky. En ellas se tratan numerosos temas de política económica y del movimiento obrero, así como circunstancias históricas de relevancia como la cuestión irlandesa (carta del 29 de diciembre de 1869, citada por Andreu Nin), la guerra franco-alemana o la Comuna de París. Son precisamente las cartas que tratan sobre la Comuna de París las que más interesaron a Lenin, el cual incluyó un prefacio a las mismas en su publicación en ruso.